# Bales, Idlib
Bales, Idlib (tiếng Ả Rập: بالس) là một ngôi làng Syria nằm ở Muhambal Nahiyah ở huyện Ariha, Idlib. Theo Cục Thống kê Trung ương Syria (CBS), Bales, Idlib có dân số 270 người trong cuộc điều tra dân số năm 2004.